# España en la Copa Mundial Femenina de Fútbol de 2019
La selección femenina de fútbol de España fue uno de los 24 equipos participantes en la Copa Mundial Femenina de Fútbol de 2019, torneo que se realizó en Francia entre el 7 de junio y el 7 de julio de 2019. España resultó eliminada en octavos de final ante Estados Unidos, acabando en 12.ª posición del torneo.

## Clasificación
España obtuvo la clasificación para el torneo como primera del grupo 7. Además de España, el grupo estuvo conformado por las selecciones de Austria, Finlandia, Serbia e Israel.

### Grupo 7
| Equipos   | Pts. | PJ | PG | PE | PP | GF | GC | Dif. |
| --------- | ---- | -- | -- | -- | -- | -- | -- | ---- |
| España    | 24   | 8  | 8  | 0  | 0  | 25 | 2  | 23   |
| Austria   | 16   | 8  | 5  | 1  | 2  | 19 | 7  | 12   |
| Finlandia | 10   | 8  | 3  | 1  | 4  | 9  | 13 | -4   |
| Serbia    | 7    | 8  | 2  | 1  | 5  | 5  | 13 | -8   |
| Israel    | 1    | 8  | 0  | 1  | 7  | 0  | 23 | -23  |

| 23 de octubre de 2017 | Israel | 0:6 (0:2) | España                                                           | Estadio Ramat Gan, Ramat Gan                                |                                                             |
|                       |        | Reporte   | 37' 57' Paredes · 43' 84' Hermoso · 73' Latorre · 90+1' Sampedro | Asistencia: 12 044 espectadores Árbitro(s): Zuzana Kováčová | Asistencia: 12 044 espectadores Árbitro(s): Zuzana Kováčová |

## Participación

### Lista de convocados
Técnico:  Jorge Vilda
El siguiente equipo fue anunciado el 8 de mayo de 2019 para el encuentros amistoso previo contra Camerún. El equipo final de 23 jugadoras fue confirmado el 20 de mayo.
| No. | Pos. | Jugadora                | Fecha de nacimiento (edad)         | Apa. | Club                |
| --- | ---- | ----------------------- | ---------------------------------- | ---- | ------------------- |
| 1   | POR  | Dolores Gallardo        | 10 de junio de 1993 (25 años)      | 29   | Atlético de Madrid  |
| 2   | DEF  | Celia Jiménez           | 20 de junio de 1995 (23 años)      | 22   | Reign FC            |
| 3   | DEF  | Leila Ouahabi           | 22 de marzo de 1993 (26 años)      | 26   | Barcelona           |
| 4   | DEF  | Irene Paredes           | 4 de julio de 1991 (27 años)       | 61   | París Saint-Germain |
| 5   | DEF  | Ivana Andrés            | 13 de julio de 1994 (24 años)      | 21   | Levante             |
| 6   | MED  | Vicky Losada            | 5 de marzo de 1991 (28 años)       | 61   | Barcelona           |
| 7   | MED  | Marta Corredera         | 8 de agosto de 1991 (27 años)      | 66   | Levante             |
| 8   | DEF  | Marta Torrejón          | 27 de febrero de 1990 (29 años)    | 85   | Barcelona           |
| 9   | DEL  | Mariona Caldentey       | 19 de marzo de 1996 (23 años)      | 20   | Barcelona           |
| 10  | DEL  | Jennifer Hermoso        | 9 de mayo de 1990 (29 años)        | 66   | Atlético de Madrid  |
| 11  | MED  | Alexia Putellas         | 4 de febrero de 1994 (25 años)     | 65   | Barcelona           |
| 12  | MED  | Patri Guijarro          | 17 de mayo de 1998 (21 años)       | 16   | Barcelona           |
| 13  | POR  | Sandra Paños            | 4 de noviembre de 1992 (26 años)   | 28   | Barcelona           |
| 14  | MED  | Virginia Torrecilla     | 4 de septiembre de 1994 (24 años)  | 53   | Montpellier         |
| 15  | MED  | Silvia Meseguer         | 12 de marzo de 1989 (30 años)      | 64   | Atlético de Madrid  |
| 16  | DEF  | María Pilar León        | 13 de junio de 1995 (23 años)      | 23   | Barcelona           |
| 17  | DEL  | Lucía García            | 14 de julio de 1998 (20 años)      | 13   | Athletic Club       |
| 18  | MED  | Aitana Bonmatí          | 18 de enero de 1998 (21 años)      | 12   | Barcelona           |
| 19  | MED  | Amanda Sampedro         | 26 de junio de 1993 (25 años)      | 45   | Atlético de Madrid  |
| 20  | DEF  | Andrea Pereira          | 19 de septiembre de 1993 (25 años) | 26   | Barcelona           |
| 21  | MED  | Andrea Falcón           | 28 de febrero de 1997 (22 años)    | 7    | Atlético de Madrid  |
| 22  | DEL  | Nahikari García         | 10 de marzo de 1997 (22 años)      | 7    | Real Sociedad       |
| 23  | POR  | María Asunción Quiñones | 29 de octubre de 1996 (22 años)    | 3    | Real Sociedad       |

### Fase de grupos
| Selección | Pts. | PJ | PG | PE | PP | GF | GC | Dif. |
| --------- | ---- | -- | -- | -- | -- | -- | -- | ---- |
| Alemania  | 9    | 3  | 3  | 0  | 0  | 6  | 0  | 6    |
| España    | 4    | 3  | 1  | 1  | 1  | 3  | 2  | 1    |
| China     | 4    | 3  | 1  | 1  | 1  | 1  | 1  | 0    |
| Sudáfrica | 0    | 3  | 0  | 0  | 3  | 1  | 8  | −7   |

#### España vs. Sudáfrica
| 8 de junio de 2019, 21:00 (CEST) | España                                    | 3:1 (0:1) | Sudáfrica    | Stade Océane, El Havre                                           |                                                                  |
|                                  | Hermoso 69' (pen.) 82' · Lucía García 89' | Reporte   | 25' Kgatlana | Asistencia: 12 044 espectadores Árbitro(s): María Belén Carvajal | Asistencia: 12 044 espectadores Árbitro(s): María Belén Carvajal |

|  |  |

| POR         | 13 | Sandra Paños        |       |     |
| DEF         | 8  | Marta Torrejón      |       |     |
| DEF         | 4  | Irene Paredes       |       |     |
| DEF         | 16 | María Pilar León    |       |     |
| DEF         | 7  | Marta Corredera     | 90+4' |     |
| MED         | 14 | Virginia Torrecilla |       |     |
| MED         | 6  | Vicky Losada        |       | 46' |
| MED         | 11 | Alexia Putellas     |       | 73' |
| MED         | 19 | Amanda Sampedro     |       | 46' |
| DEL         | 9  | Mariona Caldentey   |       |     |
| DEL         | 10 | Jennifer Hermoso    |       |     |
| Cambios:    |    |                     |       |     |
| MED         | 18 | Aitana Bonmatí      |       | 46' |
| DEL         | 17 | Lucía García        |       | 46' |
| DEL         | 22 | Nahikari García     |       | 73' |
| Entrenador: |    |                     |       |     |
| Jorge Vilda |    |                     |       |     |

| POR           | 16 | Andile Dlamini      |          |     |
| DEF           | 2  | Lebogang Ramalepe   |          |     |
| DEF           | 5  | Janine van Wyk      | 68'      |     |
| DEF           | 4  | Noko Matlou         |          |     |
| DEF           | 3  | Nothando Vilakazi   | 59', 81' |     |
| MED           | 10 | Linda Motlhalo      |          | 52' |
| MED           | 19 | Kholosa Biyana      | 77'      |     |
| MED           | 15 | Refiloe Jane        |          |     |
| MED           | 9  | Amanda Mthandi      |          | 56' |
| DEL           | 8  | Ode Fulutudilu      |          | 77' |
| DEL           | 11 | Thembi Kgatlana     |          |     |
| Cambios:      |    |                     |          |     |
| MED           | 21 | Busisiwe Ndimeni    |          | 52' |
| DEL           | 12 | Jermaine Seoposenwe |          | 56' |
| MED           | 17 | Leandra Smeda       |          | 77' |
| Entrenador:   |    |                     |          |     |
| Desiree Ellis |    |                     |          |     |

| Jugadora del Partido: Jennifer Hermoso (España) Árbitros asistentes: Leslie Vásquez (Chile) Loreto Toloza (Chile) Cuarto árbitro: Laura Fortunato (Argentina) Quinto árbitro: Mary Blanco (Colombia) Árbitro asistente de video: Mauro Vigliano (Argentina) Árbitros asistentes del árbitro asistente de video: Tiago Martins (Portugal) Mariana de Almeida (Argentina) |

#### Alemania vs. España
| 12 de junio de 2019, 21:00 (CEST) | Alemania    | 1:0 (1:0) | España | Stade du Hainaut, Valenciennes                              |                                                             |
|                                   | Däbritz 42' | Reporte   |        | Asistencia: 20 761 espectadores Árbitro(s): Kateryna Monzul | Asistencia: 20 761 espectadores Árbitro(s): Kateryna Monzul |

|  |  |

| POR                      | 1  | Almuth Schult    |     |     |
| DEF                      | 3  | Kathrin Hendrich |     | 46' |
| DEF                      | 5  | Marina Hegering  |     |     |
| DEF                      | 23 | Sara Doorsoun    |     |     |
| DEF                      | 15 | Giulia Gwinn     |     |     |
| MED                      | 8  | Lena Goeßling    |     | 80' |
| MED                      | 13 | Sara Däbritz     |     |     |
| MED                      | 6  | Lena Oberdorf    |     | 64' |
| DEL                      | 9  | Svenja Huth      |     |     |
| DEL                      | 11 | Alexandra Popp   |     |     |
| DEL                      | 17 | Verena Schweers  | 63' |     |
| Cambios:                 |    |                  |     |     |
| DEL                      | 19 | Klara Bühl       |     | 46' |
| DEL                      | 20 | Lina Magull      |     | 64' |
| DEL                      | 18 | Melanie Leupolz  |     | 80' |
| Entrenador:              |    |                  |     |     |
| Martina Voss-Tecklenburg |    |                  |     |     |

| POR         | 13 | Sandra Paños        |  |     |
| DEF         | 8  | Marta Torrejón      |  |     |
| DEF         | 4  | Irene Paredes       |  |     |
| DEF         | 16 | María Pilar León    |  |     |
| DEF         | 7  | Marta Corredera     |  |     |
| MED         | 15 | Silvia Meseguer     |  | 66' |
| MED         | 10 | Jennifer Hermoso    |  |     |
| MED         | 14 | Virginia Torrecilla |  |     |
| DEL         | 9  | Mariona Caldentey   |  | 59' |
| DEL         | 22 | Nahikari García     |  |     |
| DEL         | 11 | Alexia Putellas     |  | 77' |
| Cambios:    |    |                     |  |     |
| DEL         | 17 | Lucía García        |  | 59' |
| MED         | 12 | Patricia Guijarro   |  | 66' |
| MED         | 18 | Aitana Bonmatí      |  | 77' |
| Entrenador: |    |                     |  |     |
| Jorge Vilda |    |                     |  |     |

| Jugadora del Partido: Sara Däbritz (Alemania) Árbitros asistentes: Maryna Striletska (Ucrania) Oleksandra Ardasheva (Ucrania) Cuarto árbitro: Sandra Braz (Portugal) Quinto árbitro: Mihaela Tepusa (Rumania) Árbitro asistente de video: Danny Makkelie (Holanda) Árbitros asistentes del árbitro asistente de video: Paweł Gil (Polonia) Michelle O'Neill (República de Irlanda) |

#### China vs. España
| 17 de junio de 2019, 18:00 (CEST) | China | 0:0 (0:0) | España | Stade Océane, El Havre                                          |                                                                 |
|                                   |       | Reporte   |        | Asistencia: 11 814 espectadores Árbitro(s): Edina Batista Alves | Asistencia: 11 814 espectadores Árbitro(s): Edina Batista Alves |

|  |  |

| POR         | 12 | Peng Shimeng  |     |     |
| DEF         | 6  | Han Peng      |     |     |
| DEF         | 5  | Wu Haiyan     |     |     |
| DEF         | 3  | Lin Yuping    |     |     |
| DEF         | 2  | Liu Shanshan  |     |     |
| MED         | 7  | Wang Shuang   |     | 55' |
| MED         | 20 | Zhang Rui     |     |     |
| MED         | 13 | Wang Yan      |     |     |
| MED         | 17 | Gu Yasha      |     | 87' |
| DEL         | 11 | Wang Shanshan |     | 46' |
| DEL         | 10 | Li Ying       |     |     |
| Cambios:    |    |               |     |     |
| DEL         | 9  | Yang Li       |     | 46' |
| MED         | 16 | Li Wen        | 63' | 55' |
| MED         | 21 | Yao Wei       |     | 87' |
| Entrenador: |    |               |     |     |
| Jia Xiuquan |    |               |     |     |

| POR         | 13 | Sandra Paños        |  |     |
| DEF         | 7  | Marta Corredera     |  |     |
| DEF         | 4  | Irene Paredes       |  |     |
| DEF         | 16 | María Pilar León    |  |     |
| DEF         | 3  | Leila Ouahabi       |  |     |
| MED         | 17 | Lucía García        |  | 86' |
| MED         | 12 | Patricia Guijarro   |  |     |
| MED         | 14 | Virginia Torrecilla |  |     |
| MED         | 9  | Mariona Caldentey   |  | 46' |
| DEL         | 10 | Jennifer Hermoso    |  |     |
| DEL         | 22 | Nahikari García     |  | 67' |
| Cambios:    |    |                     |  |     |
| MED         | 21 | Andrea Falcón       |  | 46' |
| MED         | 11 | Alexia Putellas     |  | 67' |
| DEF         | 2  | Celia Jiménez       |  | 86' |
| Entrenador: |    |                     |  |     |
| Jorge Vilda |    |                     |  |     |

| Jugadora del Partido: Peng Shimeng (China) Árbitros asistentes: Neuza Back (Brasil) Tatiane Sacilotti (Brasil) Cuarto árbitro: Laura Fortunato (Argentina) Quinto árbitro: Mary Blanco (Colombia) Árbitro asistente de video: Mauro Vigliano (Argentina) Árbitros asistentes del árbitro asistente de video: Tiago Martins (Portugal) Mariana de Almeida (Argentina) |

### Octavos de final

#### España vs. Estados Unidos
| 24 de junio de 2019, 18:00 (CEST) | España     | 1:2 (1:1) | Estados Unidos               | Stade Auguste Delaune, Reims                                |                                                             |
|                                   | Hermoso 9' | Reporte   | 7' (pen.) 75' (pen.) Rapinoe | Asistencia: 19 633 espectadores Árbitro(s): Katalin Kulcsár | Asistencia: 19 633 espectadores Árbitro(s): Katalin Kulcsár |

|  |  |

| POR         | 13 | Sandra Paños        |     |     |
| DEF         | 7  | Marta Corredera     |     |     |
| DEF         | 4  | Irene Paredes       | 85' |     |
| DEF         | 16 | María Pilar León    |     |     |
| DEF         | 3  | Leila Ouahabi       |     |     |
| MED         | 6  | Vicky Losada        |     | 32' |
| MED         | 14 | Virginia Torrecilla |     | 83' |
| MED         | 12 | Patricia Guijarro   |     |     |
| DEL         | 17 | Lucía García        |     |     |
| DEL         | 10 | Jennifer Hermoso    |     |     |
| DEL         | 11 | Alexia Putellas     |     | 78' |
| Cambios:    |    |                     |     |     |
| DEL         | 22 | Nahikari García     |     | 32' |
| MED         | 21 | Andrea Falcón       |     | 78' |
| DEL         | 9  | Mariona Caldentey   |     | 83' |
| Entrenador: |    |                     |     |     |
| Jorge Vilda |    |                     |     |     |

| POR         | 1  | Alyssa Naeher    |     |       |
| DEF         | 5  | Kelley O'Hara    |     |       |
| DEF         | 7  | Abby Dahlkemper  |     |       |
| DEF         | 4  | Becky Sauerbrunn |     |       |
| DEF         | 19 | Crystal Dunn     |     |       |
| MED         | 16 | Rose Lavelle     |     | 89'   |
| MED         | 8  | Julie Ertz       |     |       |
| MED         | 3  | Sam Mewis        |     |       |
| DEL         | 17 | Tobin Heath      |     |       |
| DEL         | 13 | Alex Morgan      |     | 85'   |
| DEL         | 15 | Megan Rapinoe    | 37' | 90+7' |
| cambios:    |    |                  |     |       |
| DEL         | 10 | Carli Lloyd      |     | 85'   |
| MED         | 9  | Lindsey Horan    |     | 89'   |
| DEL         | 23 | Christen Press   |     | 90+7' |
| Entrenador: |    |                  |     |       |
| Jill Ellis  |    |                  |     |       |

| Jugadora del Partido: Megan Rapinoe (USA) Árbitros asistentes: Katalin Török (Hungría) Sanja Rođak-Karšić (Croacia) Cuarto árbitro: Anna-Marie Keighley (Nueva Zelanda) Quinto árbitro: Sarah Jones (Nueva Zelanda) Árbitro asistente de video: Danny Makkelie (Países Bajos) Árbitros asistentes del árbitro asistente de video: Paweł Gil (Polonia) Lucie Ratajová (República Checa) |